# Palosaari (ö i Finland, Södra Savolax, S:t Michel, lat 61,32, long 27,60)
Palosaari är en ö i Finland. Den ligger i sjön Kuolimo och i kommunen Sankt Michel i den ekonomiska regionen  S:t Michel och landskapet Södra Savolax, i den södra delen av landet, 190 km nordost om huvudstaden Helsingfors. Öns största längd är 110 meter i sydöst-nordvästlig riktning.